# Nettwerk
La Nettwerk è un'etichetta discografica canadese fondata nel 1984 dai manager Terry McBride, Mark Jowett, Ric Arboit e Dan Fraser.

## Storia
L'etichetta l è nata per distribuire i dischi del gruppo Moev, ma ben presto allargò il proprio bacino di utenza espandendo in tutto il Canada e anche in maniera internazionale, diventando un'importante etichetta discografica indipendente. Specializzata inizialmente nei generi di musica elettronica, industrial e alternative dance, tra la fine degli anni '80 e i primi anni '90 si occupò anche di artisti pop e rock, come Coldplay, Sarah McLachlan, Dido e Barenaked Ladies.
Artisti e gruppi attuali che hanno pubblicato o pubblicano con la Nettwerk sono anche fun., Passenger, Christina Perri, Güster, Ólafur Arnalds e Perfume Genius.
La distribuzione è affidata alla Alternative Distribution Alliance negli Stati Uniti, alla Sony Music in Canada, alla Essential Records nel Regno Unito e alla Believe in altre parti del mondo.